# アルフォンソ・デ・カスティーリャ
アルフォンソ・デ・カスティーリャ（Alfonso de Castilla）またはアルフォンソ・デ・トラスタマラ・イ・アビス（Alfonso de Trastámara y Avís, 1453年11月17日 - 1468年7月5日）は、カスティーリャ王フアン2世と2番目の王妃イサベル・デ・ポルトゥガルの息子。エンリケ4世の異母弟、イサベル1世の同母弟である。

## 概要
アルフォンソ誕生の翌1454年に父フアン2世が死去すると、王位を継承した異母兄エンリケ4世はアルフォンソを母、姉とともに追放した。しかしエンリケ4世には男子がなく、唯一生まれた娘フアナにも出生を巡って疑惑があった。そのため、カスティーリャ貴族の一部はエンリケ4世を見限り、アルフォンソを次の王位につけようとした。
1464年、アルフォンソにアストゥリアス公の称号が贈られた。カスティーリャ王位継承者の称号であり、すでにフアナに授けられていたが、エンリケ4世もこれを認めた。その後、アルフォンソは「カスティーリャ王アルフォンソ12世」として対立王に推戴され、内乱が起こったが、1468年にアルフォンソは14歳で病死した。
アルフォンソの死後、代わって姉イサベルを推戴する動きがあったが、イサベルはエンリケ4世の生前には王位の請求を拒否した。1474年にエンリケ4世が死去すると、イサベルは貴族の支持を得て王位につき、フアナはポルトガルへ逃れた。
なお、「アルフォンソ12世」は正式には、19世紀にブルボン家のスペイン王が名乗っている。